# Grand Prix automobile de Bahreïn 2015
GP précédent GP suivant
Le Grand Prix automobile de Bahreïn 2015 (2015 Formula 1 Gulf Air Bahrain Grand Prix), disputé le 19 avril 2015 sur le circuit international de Sakhir à Sakhir, est la 920e épreuve du championnat du monde de Formule 1 courue depuis 1950 et la quatrième manche du championnat 2015. Comme en 2014, la deuxième séance d'essais libres, les qualifications et la course sont disputés de nuit.
Sous les projecteurs de la piste de Sakhir, Lewis Hamilton obtient sa quatrième pole position consécutive, sa quarante-deuxième en Formule 1 et sa première à Bahreïn, où il s'est imposé en 2014. Tout au long de la journée du samedi, lors de la troisième séance d'essais libres puis des trois phases des qualifications, le champion du monde en titre se montre le plus rapide au volant de sa Mercedes W06. Sebastian Vettel, en s'approchant à 411 millièmes de seconde, place sa Ferrari SF15-T à ses côtés en première ligne et s'intercale donc entre les deux Flèches d'Argent puisque Nico Rosberg suit, à 558 millièmes ; il est accompagné en deuxième ligne par Kimi Räikkönen alors que les deux Williams FW37 de Valtteri Bottas et Felipe Massa occupent la troisième ligne. Pour la première fois cette saison, Fernando Alonso passe le cap de la Q1 au volant de sa McLaren MP4-30 ; il s'élance de la septième ligne avec le quatorzième temps.
Lewis Hamilton remporte la trente-sixième victoire de sa carrière, sa troisième en quatre courses cette saison, sans jamais être vraiment inquiété du premier au cinquante-septième tour de l'épreuve. Grâce à une stratégie décalée et profitant de problèmes de freins qui affectent Nico Rosberg en fin de course, Kimi Räikkönen le dépasse à deux tours de l'arrivée pour prendre la deuxième place, son meilleur résultat chez Ferrari depuis son retour en 2014. Il réalise, au quarante-deuxième tour, son quarante-et-unième meilleur tour en course depuis ses débuts au Formule 1. À plus de 35 secondes du podium, Valtteri Bottas se classe quatrième en contenant jusqu'au bout les assauts de Sebastian Vettel, qui a dû effectuer un arrêt supplémentaire au stand pour changer son aileron avant endommagé. Daniel Ricciardo, dont le moteur explose sur la ligne d'arrivée, fait un sixième isolé, dix-sept secondes derrière Vettel et vingt-trois devant Romain Grosjean qui marque six points, comme la semaine précédente, à Shanghai. Sergio Pérez, Daniil Kvyat et Felipe Massa terminent dans les points, à un tour du vainqueur et Fernando Alonso se classe onzième. 
Lewis Hamilton augmente son avance en tête du championnat du monde avec 93 points contre 66 pour Rosberg qui devance désormais Vettel d'un point ; Räikkönen, avec 42 points, a pris le meilleur sur Felipe Massa (31 points) ; suivent Valtteri Bottas (30 points), Daniel Ricciardo (19 points) et Felipe Nasr (14 points). Mercedes conserve la tête du championnat avec 159 points devant Ferrari (107 points) et Williams (61 points) ; suivent Red Bull Racing (23 points) qui passe Sauber (restant à 19 points), la Scuderia Toro Rosso et Lotus (12 points) et Force India (11 points). McLaren et Manor Marussia n'ont pas encore inscrit de point.

## Essais libres

### Première séance, le vendredi de 14 h à 15 h 30
| Pos. | Pilote           | Voiture            | Chrono         | Écart     |
| ---- | ---------------- | ------------------ | -------------- | --------- |
| 1    | Kimi Räikkönen   | Ferrari            | 1 min 37 s 827 |           |
| 2    | Sebastian Vettel | Ferrari            | 1 min 38 s 029 | + 0 s 202 |
| 3    | Valtteri Bottas  | Williams-Mercedes  | 1 min 38 s 390 | + 0 s 563 |
| 4    | Carlos Sainz Jr. | Toro Rosso-Renault | 1 min 38 s 447 | + 0 s 620 |
| 5    | Daniel Ricciardo | Red Bull-Renault   | 1 min 38 s 455 | + 0 s 628 |
| 6    | Max Verstappen   | Toro Rosso-Renault | 1 min 38 s 504 | + 0 s 677 |

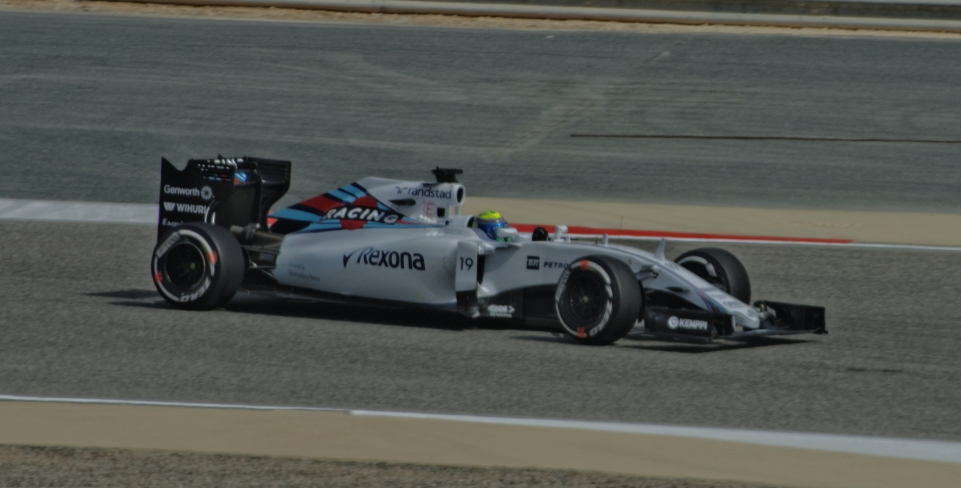
Felipe Massa à Bahreïn en 2015.

La première séance d'essais libres du Grand Prix de Bahreïn commence sous une température ambiante de 37 °C. Alors que tous les pilotes s'élancent immédiatement en piste pour boucler un premier tour d'installation, Jenson Button part-en-tête à queue et s'immobilise dans le premier virage ; moteur serré, le Britannique rejoint son garage à pied après n'avoir parcouru que quelques hectomètres. Peu après, Nico Rosberg établit le temps de référence en 1 min 40 s 077,,.
Mercedes Grand Prix, confiante dans l'efficacité et la fiabilité de ses monoplaces, profite de cette session d'essais pour tester en piste diverses évolutions n'ayant pas pour vocation d'être alignées en qualifications ou en course ce week-end. Marcus Ericsson prend, dès lors, la tête en 1 min 39 s 676 ; Valtteri Bottas améliore en 1 min 39 s 206 puis s'incline face aux pilotes Ferrari, Sebastian Vettel tournant en 1 min 39 s 202 et Kimi Räikkönen en 1 min 38 s 975 puis 1 min 38 s 917. Ces performances sont toutes réalisées avec le train de pneus supplémentaire réservé à la première demi-heure de la séance matinale,,.
À la mi-séance, Sergio Pérez passe en tête en 1 min 38 s 793 ; il est battu peu après par Fernando Alonso (1 min 38 s 598), Max Verstappen (1 min 38 s 504), Daniel Ricciardo (1 min 38 s 455) et Valtteri Bottas (1 min 38 s 390). Les Ferrari, très à l'aise sur les vibreurs et disposant d'une large plage d'utilisation de leur moteur, permettent à Vettel de prendre la tête en 1 min 38 s 029 puis à Räikkönen d'améliorer, en 1 min 37 s 827,,.
- Jolyon Palmer, pilote essayeur chez Lotus F1 Team, remplace Romain Grosjean lors de cette séance d'essais.

### Deuxième séance, le vendredi de 18 h à 19 h 30
| Pos. | Pilote           | Voiture           | Chrono         | Écart     |
| ---- | ---------------- | ----------------- | -------------- | --------- |
| 1    | Nico Rosberg     | Mercedes          | 1 min 34 s 647 |           |
| 2    | Lewis Hamilton   | Mercedes          | 1 min 34 s 762 | + 0 s 115 |
| 3    | Kimi Räikkönen   | Ferrari           | 1 min 35 s 174 | + 0 s 527 |
| 4    | Sebastian Vettel | Ferrari           | 1 min 35 s 277 | + 0 s 630 |
| 5    | Valtteri Bottas  | Williams-Mercedes | 1 min 35 s 280 | + 0 s 633 |
| 6    | Daniel Ricciardo | Red Bull-Renault  | 1 min 35 s 449 | + 0 s 802 |

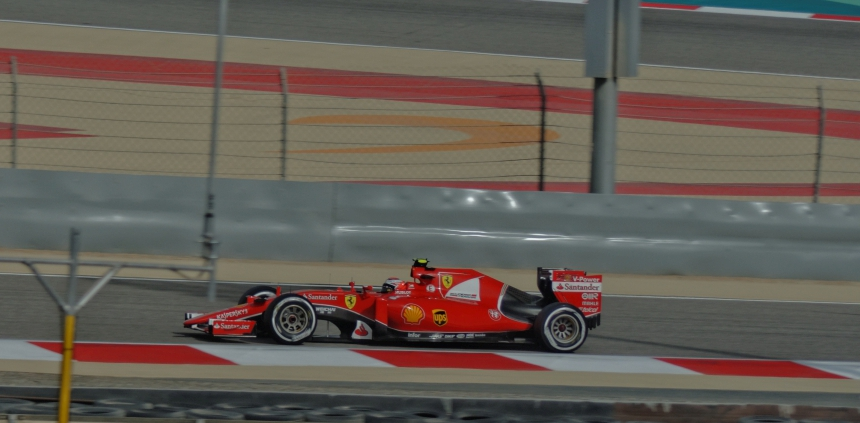
Kimi Räikkönen à Bahreïn en 2015.

La deuxième séance d'essais libres débute sous une température nocturne ambiante de 30 °C. Les pilotes s'élancent immédiatement en piste et Valtteri Bottas fixe le temps de référence en 1 min 38 s 540,,.  
Les pilotes Ferrari prennent rapidement les avants-postes, Kimi Räikkönen tournant en 1 min 37 s 537 et Sebastian Vettel en 1 min 37 s 003. Après un peu plus d'un quart d'heure d'essais, Jenson Button est à nouveau victime d'une défaillance (de nature électrique) de son unité de puissance ; les commissaires de piste ramènent la McLaren MP4-30 au stand où elle est confiée aux mécaniciens qui réussissent à la réparer pour la dernière demi-heure de la session. Dans le même temps, Lewis Hamilton s'empare de la tête, en 1 min 36 s 795, lui aussi chaussé des pneus les plus durs fournis par Pirelli,,.
Après vingt minutes, Räikkönen chausse le premier les pneus tendres et prend la tête en 1 min 35 s 512 ; il améliore sur sa lancée, en 1 min 35 s 174. Hamilton reprend le commandement en 1 min 34 s 762 puis s'efface derrière son coéquipier Nico Rosberg, en 1 min 34 s 647,,. 
À la mi-séance, les pilotes ne recherchent plus la performance pure mais commencent à évaluer la tenue des pneus sur de longs relais ; il semble que les Ferrari soient plus compétitives que les Mercedes. En fin de séance, Vettel accroche Sergio Pérez et perd son aileron avant ; alors que l'Allemand signale un problème de freins au niveau de sa roue avant-droite, la séance est interrompue sur drapeau rouge. Elle est finalement relancée pour sept minutes, sans évolution notable des performances,,.

### Troisième séance, le samedi de 15 h à 16 h
| Pos. | Pilote           | Voiture           | Chrono         | Écart     |
| ---- | ---------------- | ----------------- | -------------- | --------- |
| 1    | Lewis Hamilton   | Mercedes          | 1 min 34 s 599 |           |
| 2    | Sebastian Vettel | Ferrari           | 1 min 34 s 668 | + 0 s 069 |
| 3    | Nico Rosberg     | Mercedes          | 1 min 34 s 968 | + 0 s 369 |
| 4    | Kimi Räikkönen   | Ferrari           | 1 min 35 s 141 | + 0 s 542 |
| 5    | Valtteri Bottas  | Williams-Mercedes | 1 min 35 s 393 | + 0 s 794 |
| 6    | Felipe Massa     | Williams-Mercedes | 1 min 35 s 471 | + 0 s 872 |

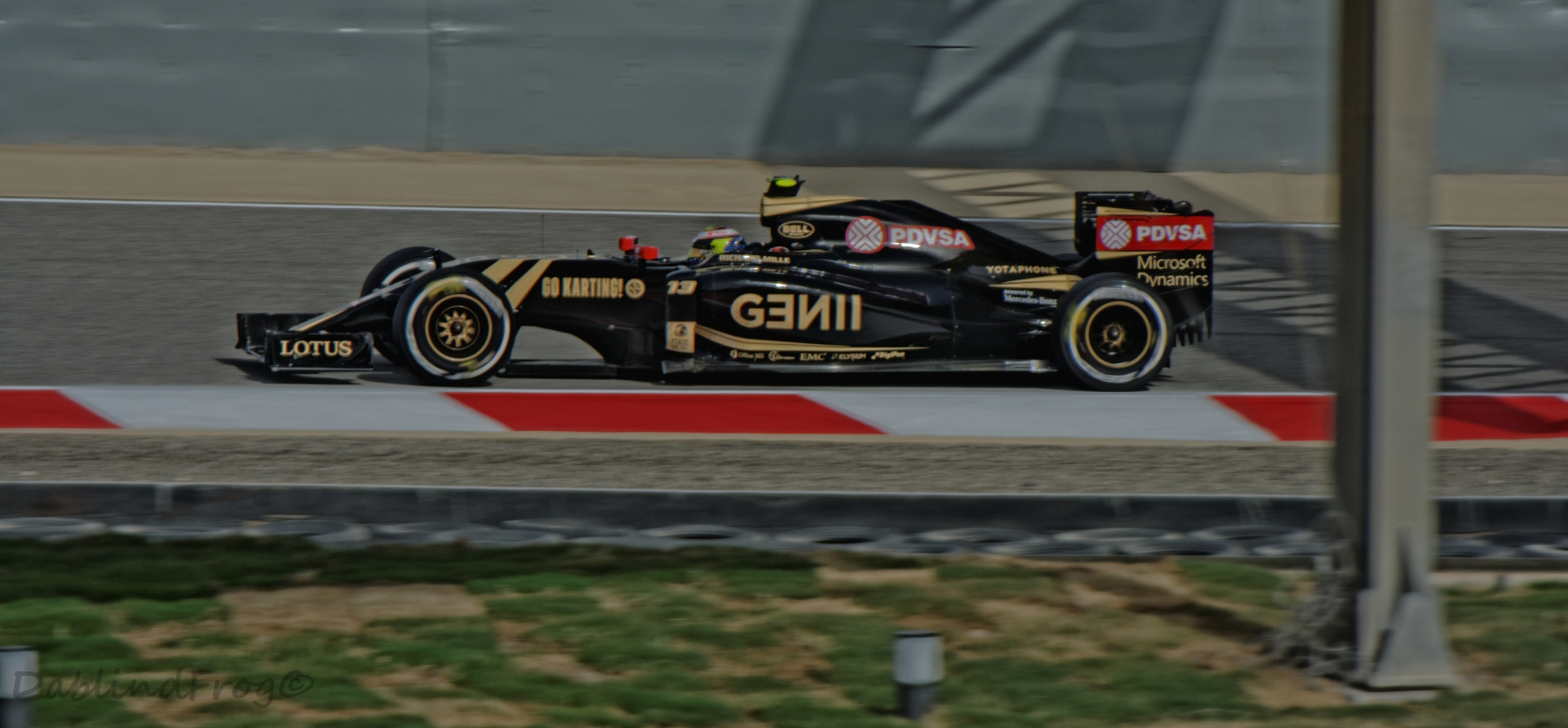
Pastor Maldonado à Bahreïn en 2015.

La température ambiante est de 28 °C et le vent bien présent au début de la troisième séance d'essais libres du Grand Prix de Bahreïn. La piste, balayée par le sable pendant toute la journée, rend les conditions d'adhérence précaires. Sebastian Vettel, sous le coup d'une pénalité pour avoir percuté Sergio Pérez la veille, n'est finalement pas sanctionné après une deuxième étude de l'incident par les commissaires. Les pilotes s'élancent rapidement en piste pour plusieurs tours d'installation afin de jauger de l'adhérence variable du circuit et Jenson Button établit le temps de référence en 1 min 39 s 127,,.   
Le début de la session est très calme car les écuries de pointe laissent les petites équipes nettoyer la piste, estimée entre 6 et 7 dixièmes de seconde plus lente que la veille. Felipe Nasr prend la tête en 1 min 38 s 095 puis Pastor Maldonado améliore en 1 min 37 s 962. Nico Rosberg passe en tête en 1 min 37 s 599 puis, à l'approche de la mi-séance, Vettel tourne en 1 min 37 s 290 et son coéquipier Kimi Räikkönen en 1 min 36 s 973,,.
Daniil Kvyat, lui aussi chaussé de pneus durs, part en tête-à-queue et s'immobilise doucement dans le bac à graviers à la sortie du quatrième virage, ce qui provoque l'interruption de la séance au drapeau rouge pour permettre l'évacuation de sa Red Bull RB11 en toute sécurité. Alors que de nombreux pilotes rentrent aux stand en se plaignant de la surchauffe rapide des pneus arrière, la séance est relancée après quelques minutes,,.
Dans le dernier quart d'heure, Nico Hülkenberg teste le premier les pneus tendres et s'installe en tête en 1 min 36 s 421. Il est rapidement imité par l'ensemble du plateau ; Rosberg améliore en 1 min 34 s 968 et Lewis Hamilton tourne en 1 min 34 s 599. Vettel améliore lui aussi ses performances et s'intercale entre les deux Mercedes, à 69 millièmes de seconde du Britannique tandis que suivent Räikkönen sur l'autre Ferrari et les deux pilotes Williams F1 Team,,.

## Séances de qualifications

### Résultats des qualifications

#### Session Q1

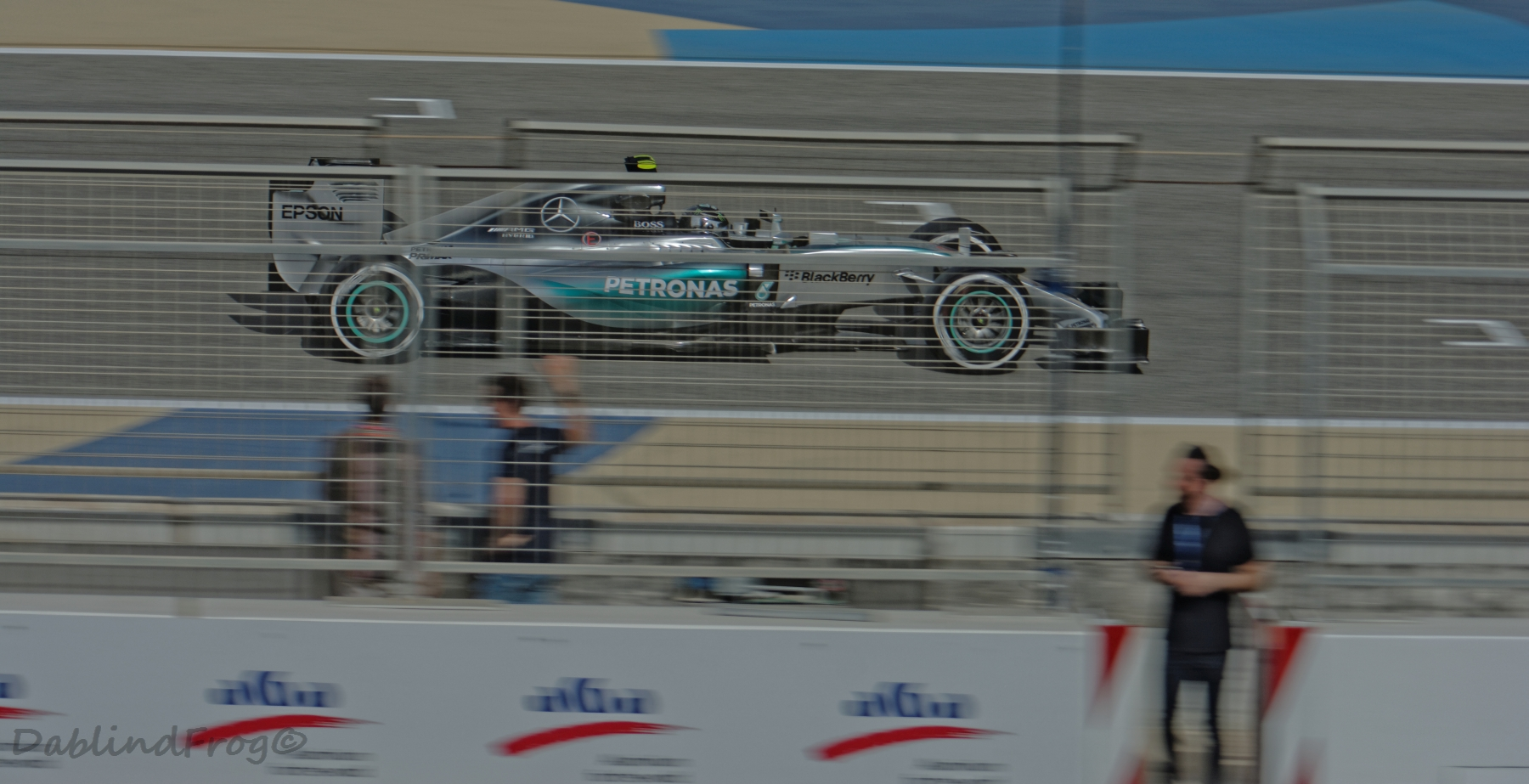
Nico Rosberg à Bahreïn en 2015.

La nuit tombe sur le circuit au départ de la première phase de la séance qualificative où les pilotes trouvent des conditions de roulage similaires à celles de la dernière séance d'essais libres, avec une température ambiante de 25 °C et une piste à 31 °C. Kimi Räikkönen, le premier en piste, bloque ses roues au freinage du premier virage et abîme ses pneus ; il fixe le temps de référence en 1 min 36 s 731,,. 
Valtteri Bottas prend aisément l'avantage, en 1 min 36 s 268, puis Nico Rosberg améliore en 1 min 35 s 657. Les plus petites équipes, Manor Marussia, Force India et Sauber, choisissent de faire sortir leurs pilotes en pneus tendres pour augmenter leurs chances de passer en Q2. Jenson Button n'en a pas l'occasion puisqu'il se retrouve à pied avant même d'effectuer son premier tour rapide, comme lors des deux premières séances d'essais libres,,. 
En pneus durs, à six minutes du terme, Sebastian Vettel s'élance pour la première fois et prend la tête, en 1 min 34 s 919 ; son coéquipier Räikkönen, en pneus tendres, fait encore mieux quelques secondes plus tard, en 1 min 34 s 568. Les pilotes Mercedes chaussent à leur tour les gommes tendres et prennent les commandes, Rosberg tournant en 1 min 34 s 398 et Lewis Hamilton en 1 min 33 s 928. Plus loin, la lutte fait rage entre les Lotus E23 Hybrid et les Toro Rosso STR10, tandis que Fernando Alonso réussit, pour la première fois de la saison, à atteindre la Q2. Daniil Kvyat est piégé en toute fin de séance, éliminé in extremis par Max Verstappen tandis que Pastor Maldonado est victime d'un ennui de moteur,,.
Lewis Hamilton termine la session en tête devant Bottas, Rosberg et Felipe Massa. Les cinq pilotes éliminés sont Jenson Button, Daniil Kvyat, Pastor Maldonado ainsi que Will Stevens et son coéquipier Roberto Merhi, dans les 107 % du temps d'Hamilton donc automatiquement qualifiés,,.

#### Session Q2
Les pilotes attendant une amélioration des conditions de piste, il faut attendre plus de trois minutes pour que le premier concurrent quitte la voie des stands ; Sergio Pérez, le premier en piste, chaussé de gommes tendres, fixe le temps de référence en 1 min 36 s 354,,. 
Nico Hülkenberg, son coéquipier chez Force India, améliore en 1 min 36 s 068 mais ces performances sont pulvérisées par les pilotes Mercedes : Nico Rosberg tourne en effet en 1 min 33 s 878 et Lewis Hamilton en 1 min 32 s 669. Felipe Massa s'intercale ensuite entre les deux Mercedes alors que la Scuderia Ferrari conserve ses monoplaces au stand,,.
Les pilotes rentrent chausser de nouveaux pneus tendres et se relancent quelques instants plus tard. Les deux Ferrari ne font qu'une tentative : Sebastian Vettel tourne à  une seconde d'Hamilton, tandis que Kimi Räikkönen se hisse au deuxième rang, à 8 dixièmes de seconde du Britannique. À moins de trois minutes du drapeau à damier, Fernando Alonso, avec son dernier train de pneus tendres neufs, se lance pour une unique tentative. Marcus Ericsson part large sur un vibreur dans son ultime tentative et ne parvient pas à atteindre la Q3. Dans les derniers instants, Carlos Sainz Jr. se qualifie au détriment de Sergio Pérez,,.
Hamilton réalise donc le meilleur temps de la Q2 devant Räikkönen, Massa, Vettel et Rosberg ; les cinq pilotes éliminés sont Marcus Ericsson, Max Verstappen, Fernando Alonso, Felipe Nasr et Sergio Pérez,,.

#### Session Q3
Les pilotes se relancent en piste pour une première tentative en pneus tendres usagés et Sebastian Vettel établit le temps de référence en 1 min 34 s 522. Lewis Hamilton améliore ensuite en 1 min 33 s 522 et devance finalement Daniel Ricciardo (1 min 33 s 850), Nico Rosberg, Valtteri Bottas et les Ferrari.  Carlos Sainz Jr. et Nico Hülkenberg ne prennent pas la piste et se contenteront d'un seul tour chronométré,,.
Dans les derniers instants de la séance, les pilotes chaussent leur ultime trains de pneus tendres neufs pour accroître leurs performances. Vettel tourne en 1 min 32 s 982 et devance Valtteri Bottas de quatre dixièmes de secondes. Kimi Räikkönen est à 2 dixièmes de seconde de son coéquipier et Rosberg échoue derrière Vettel. Dernier à franchir la ligne, Lewis Hamilton améliore son temps pour réaliser à nouveau la pole position, en 1 min 32 s 571. Sebastian Vettel prend donc la deuxième place, devant Nico Rosberg et Kimi Räikkönen. Bottas et Felipe Massa occupent la troisième ligne devant Ricciardo, Hülkenberg, Sainz et Romain Grosjean,,.

### Grille de départ du Grand Prix
| Pos.                                                                                      | Pilote           | Écurie                 | Qualifications 1 | Qualifications 2 | Qualifications 3 |
| ----------------------------------------------------------------------------------------- | ---------------- | ---------------------- | ---------------- | ---------------- | ---------------- |
| 1                                                                                         | Lewis Hamilton   | Mercedes               | 1 min 33 s 928   | 1 min 32 s 669   | 1 min 32 s 571   |
| 2                                                                                         | Sebastian Vettel | Ferrari                | 1 min 34 s 919   | 1 min 33 s 623   | 1 min 32 s 982   |
| 3                                                                                         | Nico Rosberg     | Mercedes               | 1 min 34 s 398   | 1 min 33 s 878   | 1 min 33 s 129   |
| 4                                                                                         | Kimi Räikkönen   | Ferrari                | 1 min 34 s 568   | 1 min 33 s 540   | 1 min 33 s 227   |
| 5                                                                                         | Valtteri Bottas  | Williams-Mercedes      | 1 min 34 s 161   | 1 min 33 s 897   | 1 min 33 s 381   |
| 6                                                                                         | Felipe Massa     | Williams-Mercedes      | 1 min 34 s 488   | 1 min 33 s 551   | 1 min 33 s 744   |
| 7                                                                                         | Daniel Ricciardo | Red Bull-Renault       | 1 min 34 s 691   | 1 min 34 s 403   | 1 min 33 s 832   |
| 8                                                                                         | Nico Hülkenberg  | Force India-Mercedes   | 1 min 35 s 653   | 1 min 34 s 613   | 1 min 34 s 450   |
| 9                                                                                         | Carlos Sainz Jr. | Toro Rosso-Renault     | 1 min 35 s 371   | 1 min 34 s 641   | 1 min 34 s 462   |
| 10                                                                                        | Romain Grosjean  | Lotus-Mercedes         | 1 min 35 s 007   | 1 min 34 s 123   | 1 min 34 s 484   |
| 11                                                                                        | Sergio Pérez     | Force India-Mercedes   | 1 min 35 s 451   | 1 min 34 s 704   |                  |
| 12                                                                                        | Felipe Nasr      | Sauber-Ferrari         | 1 min 35 s 310   | 1 min 34 s 737   |                  |
| 13                                                                                        | Marcus Ericsson  | Sauber-Ferrari         | 1 min 35 s 438   | 1 min 35 s 034   |                  |
| 14                                                                                        | Fernando Alonso  | McLaren-Honda          | 1 min 35 s 205   | 1 min 35 s 039   |                  |
| 15                                                                                        | Max Verstappen   | Toro Rosso-Renault     | 1 min 35 s 611   | 1 min 35 s 103   |                  |
| 16                                                                                        | Pastor Maldonado | Lotus-Mercedes         | 1 min 35 s 677   |                  |                  |
| 17                                                                                        | Daniil Kvyat     | Red Bull-Renault       | 1 min 35 s 800   |                  |                  |
| 18                                                                                        | Will Stevens     | Manor Marussia-Ferrari | 1 min 38 s 713   |                  |                  |
| 19                                                                                        | Roberto Merhi    | Manor Marussia-Ferrari | 1 min 39 s 722   |                  |                  |
| Temps minimal à réaliser pour la qualification : 1 min 40 s 502 (107 % de 1 min 33 s 928) |                  |                        |                  |                  |                  |
| Nq.                                                                                       | Jenson Button    | McLaren-Honda          | Pas de temps     |                  |                  |

- Initialement non qualifié, Jenson Button, repêché par les commissaires de course, ne prend pas le départ à cause d'un problème électrique[21].
- Felipe Massa s'élance des stands à cause d'un problème électrique au départ du tour de formation.

## Course

### Déroulement de l'épreuve
Il fait 26 °C dans l'air et la piste est à 31 °C lorsque dix-huit pilotes s'alignent sur la grille de départ du Grand Prix. Jenson Button est en effet non-partant à cause d'un problème électrique sur son unité de puissance tandis que Felipe Massa ne parvient pas à s'élancer pour effectuer son tour de formation et doit être ramené dans son stand ; il prendra le départ depuis la pitlane. Carlos Sainz Jr. écope d'une pénalité de cinq secondes à effectuer lors de son premier arrêt pour n'avoir pas respecté le temps minimum imposé lors de son tour de reconnaissance. Seul Pastor Maldonado, seizième, tente le pari de partir en pneus durs ; il est à son tour pénalisé de cinq secondes pour n'être pas correctement rangé sur son emplacement de départ. À l'extinction des feux, Lewis Hamilton garde l'avantage que lui procure sa pole position et passe en tête le premier virage. Sebastian Vettel résiste à Nico Rosberg en lui fermant la porte et Kimi Räikkönen lui ravit la troisième position. Au premier passage sur la ligne de chronométrage, Hamilton précède les Ferrari de Vettel et Räikkönen et son coéquipier Rosberg ; suivent Valtteri Bottas, Daniel Ricciardo, Romain Grosjean, Nico Hülkenberg, Marcus Ericsson, Sainz, Sergio Pérez, Felipe Nasr, Fernando Alonso, Max Verstappen, Daniil Kvyat, Maldonado, Massa, Roberto Merhi et son coéquipier Will Stevens,,.
Utilisant son aileron arrière mobile, Rosberg reprend l'avantage sur Räikkönen deux tours plus tard et se lance immédiatement à la poursuite de Vettel. En tête de la course, Hamilton a désormais creusé un écart de près de deux secondes sur la Ferrari. Quelques boucles plus tard, Vettel part à la faute dans le virage no 1 ce qui permet à Rosberg de revenir dans la zone d'activation de l'aileron arrière mobile et de prendre l'ascendant ; Hamilton compte dorénavant 5 secondes d'avance sur son coéquipier,,.
Verstappen, qui a percuté Maldonado, doit passer prématurément par les stands et revoir sa stratégie. Pour le reste du peloton, les arrêts au stands commencent avec Hülkenberg, Nasr, Massa et Maldonado, au onzième tour ; Ericsson et Sainz stoppent au suivant, Grosjean au treizième et Alonso au suivant. Alors que Räikkönen a fait la jonction avec son coéquipier Vettel, celui-ci rentre chausser un nouveau train de pneus tendres ; il est imité un tour plus tard par Rosberg (qui ressort derrière Vettel et perd sa deuxième place), Bottas et Ricciardo. Hamilton observe à son tour son arrêt, plus long d'une seconde que celui de ses rivaux, et repart de justesse devant un duo Rosberg-Vettel en pleine lutte ; Rosberg récupère finalement la deuxième place grâce à l'usage de son aileron mobile. Räikkönen, éphémère leader, repousse son arrêt jusqu'au dix-huitième tour et, contrairement aux autres pilotes de tête, adopte une stratégie décalée en chaussant des pneus durs (au vingt-quatrième tour, il est le plus rapide en piste). Au dix-neuvième tour, à l'issue des arrêts aus stands, Hamilton possède un peu plus d'une seconde d'avance sur Rosberg, Vettel est à 3 secondes et Räikkönen à 14 secondes ; suivent Bottas, Ricciardo, Grosjean, Ericsson, Hülkenberg et Massa,,.
Massa livre une lutte âpre à son compatriote Felipe Nasr pour accéder aux points ; cette lutte se prolonge dans les stands où les deux hommes entrent avec Maldonado et manquent de l'accrocher ; le Vénézuélien, entré en dernier, ressort finalement premier du trio. Bottas et Ricciardo, sixième et septième, roulent isolés, loin des hommes de tête mais avec une grande marge sur le reste du plateau. Vettel commet une petite erreur et voit les deux Mercedes s'échapper peu à peu de conserve, l'écart entre Hamilton et Rosberg oscillant entre 2 et 3 secondes. Räikkönen se rapproche à 12 secondes de la tête. Ericsson est victime d'un arrêt au stand extrêmement long. Hülkenberg stoppe au vingt-sixième tour et Grosjean au trente-deuxième,,. 
Au moment où Carlos Sainz Jr. abandonne sur panne mécanique (son coéquipier Max Verstappen connaîtra la même mésaventure un peu plus tard), Vettel ouvre le bal des arrêts des leaders, au trente-troisième tour. Hamilton rentre au tour suivant (de même que Bottas) pour préserver son avantage en tête, avant que Rosberg ne réalise son arrêt (de même que Kvyat, au trente cinquième tour) et reparte derrière Vettel, comme lors de son premier arrêt. Ricciardo, Alonso, Pérez, Ericsson et Räikkönen s'arrêtent entre les trente-sixième et quarante-et-unième tour. Entretemps, Vettel vire trop large dans le dernier virage et cède, une troisième fois, face à Rosberg. Au tour suivant, ayant abîmé son aileron avant, il est contraint de repasser par son stand et perd tout espoir de terminer sur le podium. Räikkönen, en tête en gommes dures usées, dans l'attente de son ultime arrêt décalé, voit Hamilton revenir à pleine vitesse et laisse même Alonso se dédoubler ; Ferrari l'arrête finalement à 17 tours du but. Au quarante-deuxième tour, Hamilton précède Rosberg de 4 secondes, Räikkönen de 24 secondes, Bottas de 34 secondes et Vettel de 36 secondes ; suivent Ricciardo, Grosjean, Massa, Perez et Kvyat. Maldonado, huitième au tour précédent, est victime d'une surchauffe des freins rentre les faire refroidir au stand et repart quelques minutes plus tard, perdant sept places et toute chance de marquer ses premiers points de la saison,,.
Dans son dernier relais, profitant de la rapidité des gommes tendres, Räikkönen se rapproche de Rosberg à raison de deux secondes au tour tandis que Vettel bataille avec Valtteri Bottas pour tenter de lui ravir la quatrième place. À quelques boucles du terme, Räikkönen s'est suffisamment approché de Rosberg pour envisager de prendre la deuxième place, tandis qu'Hamilton gère son avance en tête avec 5 secondes sur son coéquipier. Räikkönen, collé à son rival depuis plusieurs virages, pousse Rosberg à la faute dans le virage no 1 et le passe sans avoir eu recours à l'aileron arrière mobile. Hamilton remporte sa troisième victoire en quatre courses et conforte sa première place au championnat du monde. Räikkönen monte sur son premier podium depuis qu'il est revenu chez Ferrari au début de l'année 2014 et Rosberg monte sur la troisième marche ; suivent pour les points Bottas, Vettel, Ricciardo (dont le moteur explose en franchissant la ligne d'arrivée), Grosjean, Pérez, Kvyat et Massa,,.

### Classement de la course
| Pos. | no | Pilote           | Écurie                 | Tours | Temps/Abandon                      | Grille  | Points |
| ---- | -- | ---------------- | ---------------------- | ----- | ---------------------------------- | ------- | ------ |
| 1    | 44 | Lewis Hamilton   | Mercedes               | 57    | 1 h 35 min 05 s 809 (194,478 km/h) | 1       | 25     |
| 2    | 7  | Kimi Räikkönen   | Ferrari                | 57    | + 3 s 380                          | 4       | 18     |
| 3    | 6  | Nico Rosberg     | Mercedes               | 57    | + 6 s 033                          | 3       | 15     |
| 4    | 77 | Valtteri Bottas  | Williams-Mercedes      | 57    | + 42 s 957                         | 5       | 12     |
| 5    | 5  | Sebastian Vettel | Ferrari                | 57    | + 43 s 989                         | 2       | 10     |
| 6    | 3  | Daniel Ricciardo | Red Bull-Renault       | 57    | + 1 min 01 s 751                   | 7       | 8      |
| 7    | 8  | Romain Grosjean  | Lotus-Mercedes         | 57    | + 1 min 24 s 763                   | 10      | 6      |
| 8    | 11 | Sergio Pérez     | Force India-Mercedes   | 56    | + 1 tour                           | 11      | 4      |
| 9    | 26 | Daniil Kvyat     | Red Bull-Renault       | 56    | + 1 tour                           | 17      | 2      |
| 10   | 19 | Felipe Massa     | Williams-Mercedes      | 56    | + 1 tour                           | pitlane | 1      |
| 11   | 14 | Fernando Alonso  | McLaren-Honda          | 56    | + 1 tour                           | 14      |        |
| 12   | 12 | Felipe Nasr      | Sauber-Ferrari         | 56    | + 1 tour                           | 12      |        |
| 13   | 27 | Nico Hülkenberg  | Force India-Mercedes   | 56    | + 1 tour                           | 8       |        |
| 14   | 9  | Marcus Ericsson  | Sauber-Ferrari         | 56    | + 1 tour                           | 13      |        |
| 15   | 13 | Pastor Maldonado | Lotus-Mercedes         | 56    | + 1 tour                           | 16      |        |
| 16   | 28 | Will Stevens     | Manor Marussia-Ferrari | 55    | + 2 tours                          | 18      |        |
| 17   | 98 | Roberto Merhi    | Manor Marussia-Ferrari | 54    | + 3 tours                          | 19      |        |
| Abd. | 33 | Max Verstappen   | Toro Rosso-Renault     | 34    | Électricité                        | 15      |        |
| Abd. | 55 | Carlos Sainz Jr. | Toro Rosso-Renault     | 29    | Roue mal serrée                    | 14      |        |
| Np.  | 22 | Jenson Button    | McLaren-Honda          | 0     | Électricité                        |         |        |

### Pole position et record du tour
- Pole position :  Lewis Hamilton (Mercedes Grand Prix) en 1 min 32 s 571 (210,468 km/h)[26].
- Meilleur tour en course :  Kimi Räikkönen (Scuderia Ferrari) en 1 min 36 s 311 (202,295 km/h) au quarante-deuxième tour[27].

### Tours en tête
- Lewis Hamilton : 49 tours (1-15 / 18-33 / 40-57)[28]
- Kimi Räikkönen : 7 tours (16-17 / 35-39)
- Nico Rosberg : 1 tour (34)

## Classements généraux à l'issue de la course
| Pos. | Pilote           | Écurie               | Points |
| ---- | ---------------- | -------------------- | ------ |
| 1    | Lewis Hamilton   | Mercedes             | 93     |
| 2    | Nico Rosberg     | Mercedes             | 66     |
| 3    | Sebastian Vettel | Ferrari              | 65     |
| 4    | Kimi Räikkönen   | Ferrari              | 42     |
| 5    | Felipe Massa     | Williams-Mercedes    | 31     |
| 6    | Valtteri Bottas  | Williams-Mercedes    | 30     |
| 7    | Daniel Ricciardo | Red Bull-Renault     | 19     |
| 8    | Felipe Nasr      | Sauber-Ferrari       | 14     |
| 9    | Romain Grosjean  | Lotus-Mercedes       | 12     |
| 10   | Nico Hülkenberg  | Force India-Mercedes | 6      |
| 11   | Max Verstappen   | Toro Rosso-Renault   | 6      |
| 12   | Carlos Sainz Jr. | Toro Rosso-Renault   | 6      |
| 13   | Sergio Pérez     | Force India-Mercedes | 5      |
| 14   | Marcus Ericsson  | Sauber-Ferrari       | 5      |
| 15   | Daniil Kvyat     | Red Bull-Renault     | 4      |

| Pos. | Écurie               | Points |
| ---- | -------------------- | ------ |
| 1    | Mercedes             | 159    |
| 2    | Ferrari              | 107    |
| 3    | Williams-Mercedes    | 61     |
| 4    | Red Bull-Renault     | 23     |
| 5    | Sauber-Ferrari       | 19     |
| 6    | Toro Rosso-Renault   | 12     |
| 7    | Lotus-Mercedes       | 12     |
| 8    | Force India-Mercedes | 11     |

## Statistiques
Le Grand Prix de Bahreïn 2015 représente :
- la 42e pole position de sa carrière pour Lewis Hamilton[31] ;
- la 36e victoire de sa carrière pour Lewis Hamilton[32] ;
- la 32e victoire pour Mercedes en tant que constructeur[33] ;
- la 118e victoire pour Mercedes en tant que motoriste[34].

Au cours de ce Grand Prix :
- Mika Salo (110 Grands Prix disputés entre 1994 et 2002, deux podiums et 33 points inscrits, vainqueur de la catégorie GT2 des 24 Heures du Mans en 2008 et 2009, du championnat American Le Mans Series en 2007 et des 12 Heures de Bathurst en 2014) est nommé assistant des commissaires de course pour ce Grand Prix[35] ;
- Lewis Hamilton passe la barre des 2 000 tours en tête d'un Grand Prix (2 005 tours en tête)[36] ;
- Lewis Hamilton passe la barre des 10 000 km en tête d'un Grand Prix (10 152 km en tête)[37] ;
- Kimi Räikkönen réalise le 41e meilleur tour en course de sa carrière et égale Alain Prost au deuxième rang de ce classement derrière Michael Schumacher (77 meilleurs tours en course)[38].